# Code 97
 (janvier 2016).
Si vous disposez d'ouvrages ou d'articles de référence ou si vous connaissez des sites web de qualité traitant du thème abordé ici, merci de compléter l'article en donnant les références utiles à sa vérifiabilité et en les liant à la section « Notes et références ».

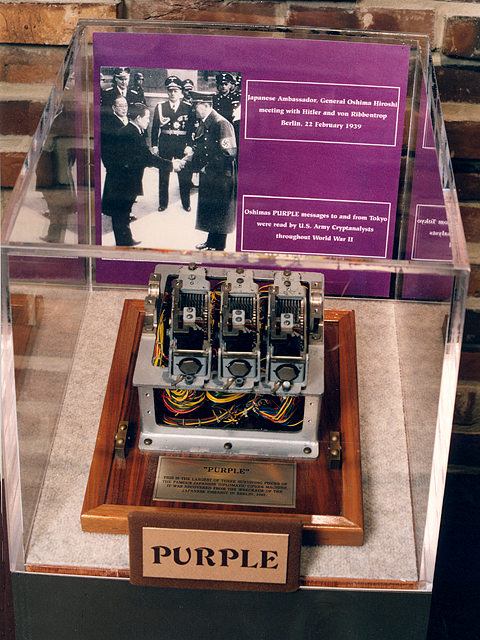
Un fragment de la machine PURPLE.

Le code 97 ou code PURPLE (« code VIOLET ») est une des méthodes de chiffrement utilisée par les Japonais pendant la Seconde Guerre mondiale.
Le 97 provient de son nom original en japonais : 97-shiki O-bun In-ji-ki (九七式欧文印字機) qui signifie approximativement « machine à écrire de type 97 pour les caractères européens » ou encore Angooki Taipu B (暗号機B型), soit « machine de chiffrement de type B ». La machine prenait en entrée des caractères européens et produisait une sortie chiffrée.
Le 97 fait allusion à l’année 2597 du calendrier japonais, soit 1937. Moins connue qu’Enigma, la machine utilisée pour appliquer ce chiffrement avait des similitudes avec elle en raison de la présence de plusieurs rotors et d’une table de connexions. Elle était surtout destinée à une utilisation diplomatique pour les liaisons entre l’Allemagne et le Japon. Les premières utilisations commencèrent juste avant la guerre.

## Cryptanalyse

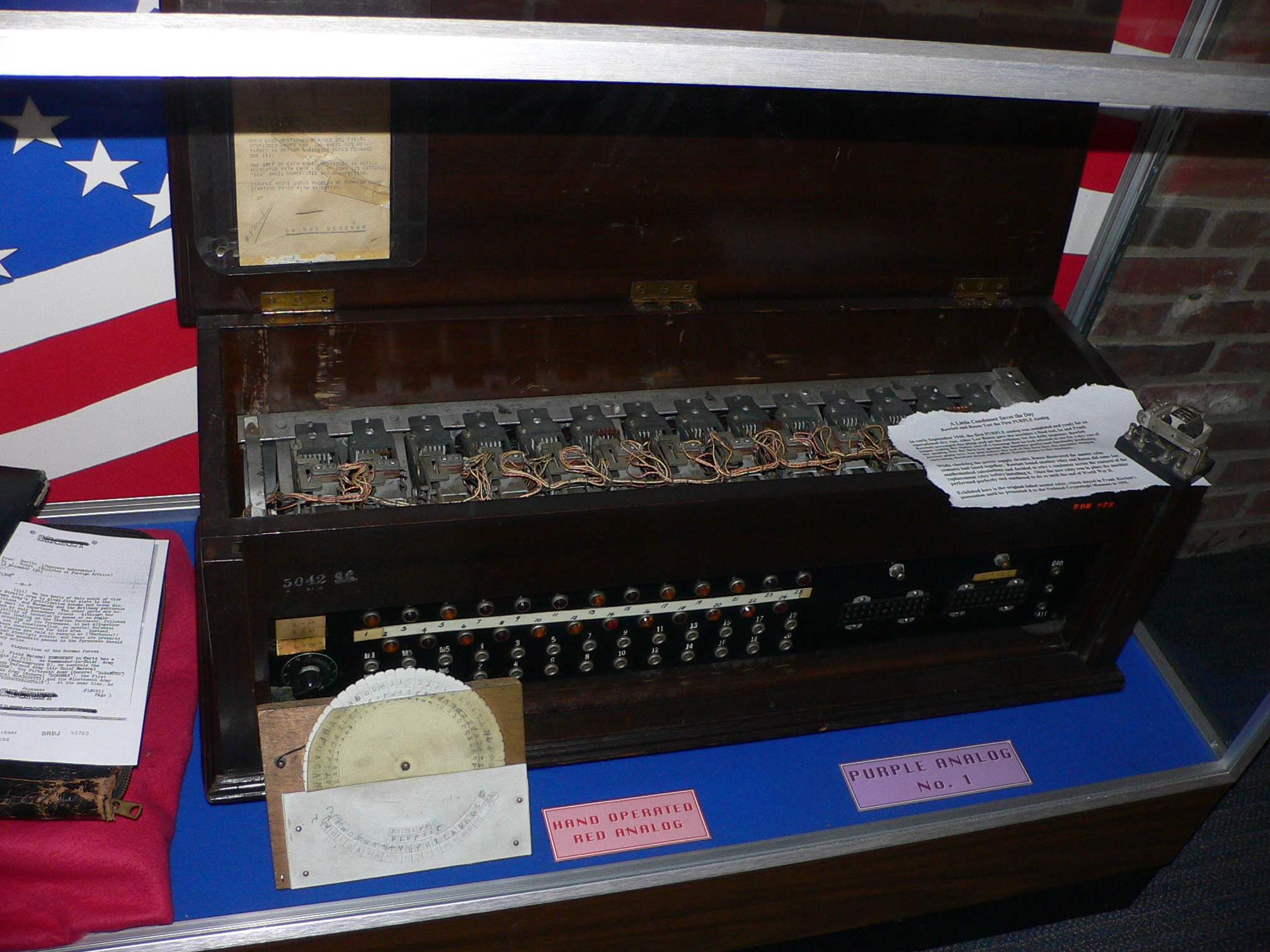
Une machine Purple construite par les États-Unis.

La « machine PURPLE » était une amélioration d’une précédente version nommée « Machine M » ainsi que de la « Machine RED ». Ces chiffrements avaient été développés par le capitaine de la marine japonaise Risaburo Ito. Sous couvert du nom de code « Magic », les opérations de déchiffrement occupèrent les Américains dès 1938. Une bonne partie de la cryptanalyse avait été effectuée avant même l’entrée en guerre des États-Unis. Les Japonais (tout comme les Allemands) pensaient que leur chiffrement était impossible à casser mais William Friedman et Frank Rowlett de l’US Army Signals Intelligence Service réussirent à découvrir des faiblesses, avec en particulier la présence de clés faibles qui rendaient le chiffrement vulnérable. 
Le 7 décembre 1941, l’arrêt des relations diplomatiques par les Japonais, peu avant l’attaque de Pearl Harbor, était déjà connu des services du chiffre avant même que l’ambassadeur nippon ne l’annonce. Cet épisode sera à l’origine d’une polémique après-guerre quant aux responsabilités liées à l'attaque.